# چارلز موریس
چارلز موریس (به انگلیسی: Charles Morice) بازیکن فوتبال زادهٔ ۲۷ مه ۱۸۵۰ اهل انگلستان بود که سابقهٔ بازی در تیم ملی فوتبال انگلستان را در کارنامهٔ خود دارد. وی در تاریخ ۳۰ نوامبر ۱۸۷۲ تنها بازی ملی خود را در مقابل تیم ملی فوتبال اسکاتلند انجام داد.